# FK Transinvest
FK Transinvest is een Litouwse voetbalclub uit de stad Galinė.

## Erelijst
- Landskampioen

—
- Pirma lyga (D2)

2023.
- Beker van Litouwen

Winnaar: 2023
- Litouwse Supercup

## Seizoen na seizoen
| Seizoen | Niveau | Liga       | Plaats | Webplaats | Opmerkingen |
| ------- | ------ | ---------- | ------ | --------- | ----------- |
| 2022    | 3.     | Antra lyga | 1.     | [ 2 ]     |             |
|         |        |            |        |           |             |
| 2023    | 2.     | Pirma lyga | 1.     | [ 3 ]     |             |
|         |        |            |        |           |             |
| 2024    | 1.     | A lyga     | 10.    | [ 4 ]     |             |

## In Europa
Uitslagen vanuit gezichtspunt FK Transinvest
| Seizoen | Competitie        | Ronde | Land              | Club              | Totaalscore | 1e W    | 2e W    | PUC |
| ------- | ----------------- | ----- | ----------------- | ----------------- | ----------- | ------- | ------- | --- |
| 2024/25 | Conference League | 2Q    | Vlag van Tsjechië | FK Mladá Boleslav | 0-3         | 0-2 (U) | 0-1 (T) | 0.0 |

Totaal aantal punten voor UEFA Coëfficiënten: 0.0
Zie ook
- Deelnemers UEFA-toernooien Litouwen
- Ranglijst van alle clubs die in de diverse Europa Cups zijn uitgekomen

## Bekende spelers
- Linas Pilibaitis (2023–)